# Boulant

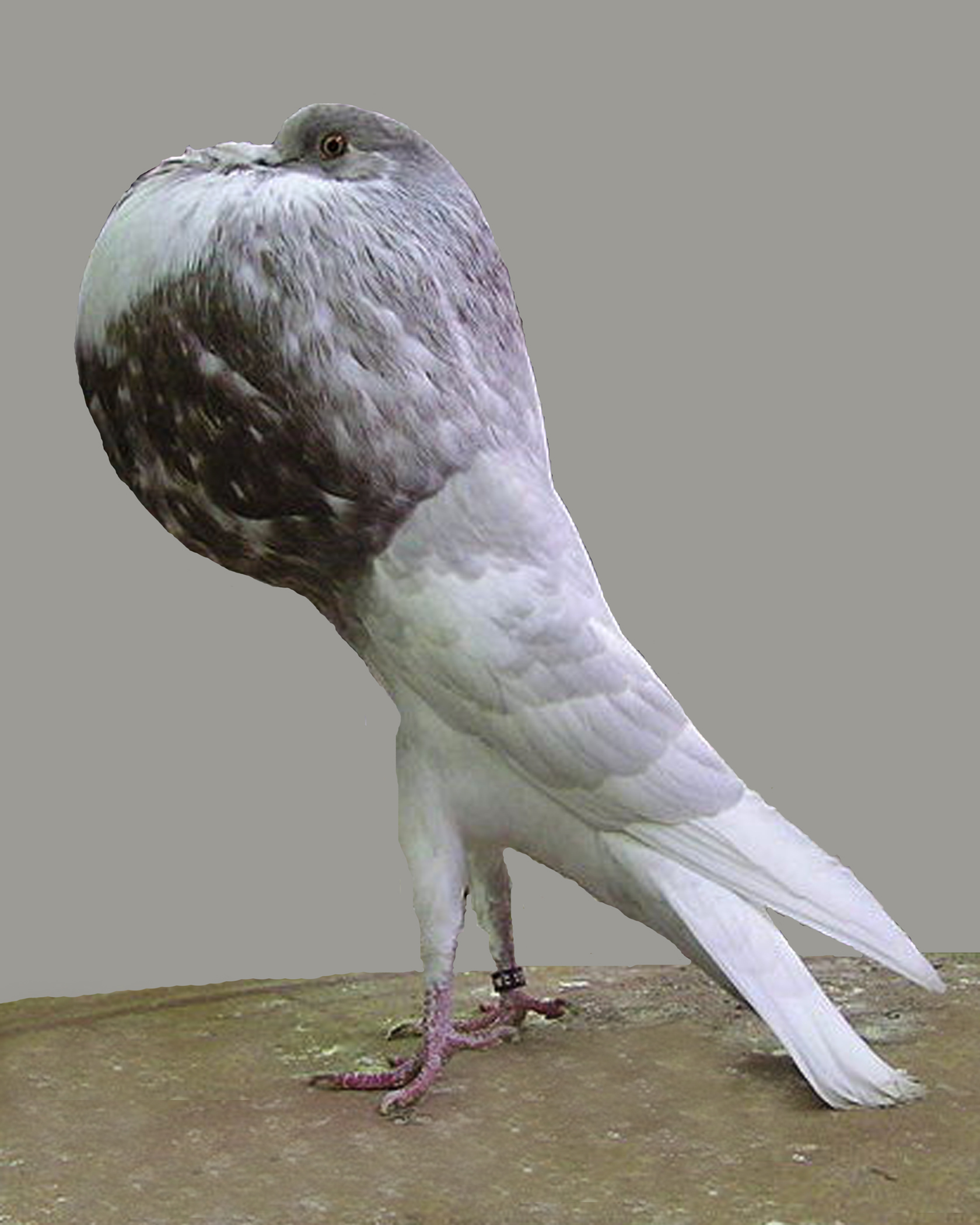
Boulant de Norwich (GB/306)

Les Boulants forment un groupe de pigeons domestiques qui se distinguent des autres pigeons par un port très droit et surtout par un goitre qu'ils gonflent d'air. Les origines de ce type de pigeons sont controversées. 

## Description
Les boulants diffèrent par la forme du corps, la posture, la taille et la hauteur, la forme du goitre sur la poitrine qui les caractérise. Les formes de goitre typiques de la race sont sphériques, en forme de poire et tombantes. Ils peuvent avoir ou non des plumes sur les pattes. Les becs sont longs. Les couleurs et les dessins du plumage sont très divers. Il peut y avoir un dessin de cœur, un croissant blanc sur le goitre,.
Les boulants sont très sociables et dociles. Gonfler le goitre pendant la parade nuptiale et le jeu de vol de ces races est une motivation spéciale pour les éleveurs. En particulier, les pigeons aux pattes mi-hautes et aux pattes lisses engendrent des bruits de clap en vol : ils volent avec un bruit typique.

## Origine
Les boulants sont des pigeons domestiques élevés en Europe depuis plus de cinq cents ans. Le peintre animalier flamand du XVIIe siècle Melchior d'Hondecoeter peint en 1665 un boulant en tant que Oplooper (danseur). L'Italien Aldrovandi décrit en 1599 des boulants flamands. Un auteur indien du nom d'Abdoul Fazil décrit en 1590 un « pigeon aux pattes emplumées inhalant de l'air ». Il existe depuis fort longtemps des boulants au Bengale, en Syrie, en Chine et en Mandchourie,.

## Races de boulants
La commission du standard européen des pigeons de l'Entente européenne d'aviculture et de cuniculture (EE) répertorie 51 races dans le groupe des boulants,. Certains auteurs subdivisent encore ce groupe en plusieurs sous-groupes : grands boulants, boulants nains, et boulants espagnols, qui sont aussi partagés en d'autres sous-groupes.

### Grands boulants
Hartmann divise les grands boulants en trois sous-groupes : pattes courtes, pattes hautes et pattes moyennes. Dans le premier, il classe le boulant vieil allemand (D/301) et le boulant hongrois (H/347). Dans le deuxième, il classe le boulant français (B/307) et le grand boulant anglais (GB/310), le boulant tchèque (boulant de Hana) (CZ/314), le boulant de Poméranie (D/303), le boulant à ailes renversées (D/304), le boulant de Louvain (Signor) (B/313)  et le boulant bavarois (D/315). Dans le troisième sous-groupe, l'on trouve le boulant pie (D/305), le boulant steiger (D/318) et le boulant steller (D/319), le boulant de Silésie (D/323), le boulant de Lille (ou boulant lillois) (B/328), le boulant voorburger (NL/327), le boulant de Norwich (GB/306), le boulant slovaque (SK/322), le boulant pie de Moravie (CZ/311), le morak de Moravie (CZ/312), le boulant à tête blanche de Moravie (CZ/321) et le boulant glacé de Bohême (CZ/325). 
Hartmann ne mentionne pas le boulant d'Aix-la-Chapelle (D/326), le boulant de Bohême (CZ/345), le boulant danois (DK/349), le boulant d'Alsace (B/308), la boulant gantois (B/309), le boulant hessois (D/317), le boulant hollandais (NL/302), le boulant horseman (GB/332), le boulant bas-bavarois (D/345), le boulant frisé néerlandais (NL/352), le boulant oison autrichien (A/351), le boulant saxon (D/316), le boulant suisse (CH/348), le boulant starwitzer (D/320), le boulant de Thuringe (D/324) et le boulant waldviertler (A/350). 
Schütte qualifie ses races de races « en soi » de boulants.

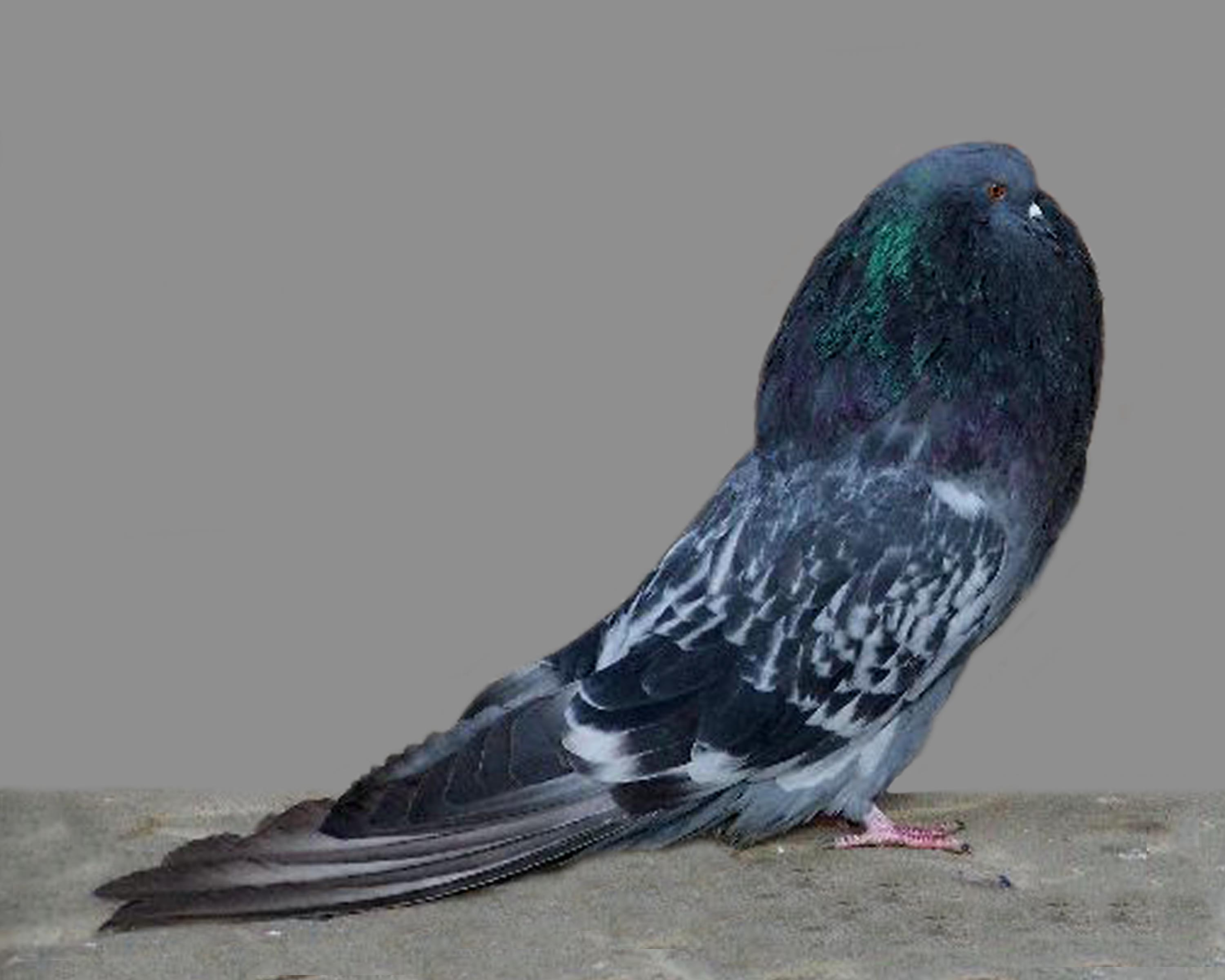
Boulant vieil allemand court sur pattes (D/301)
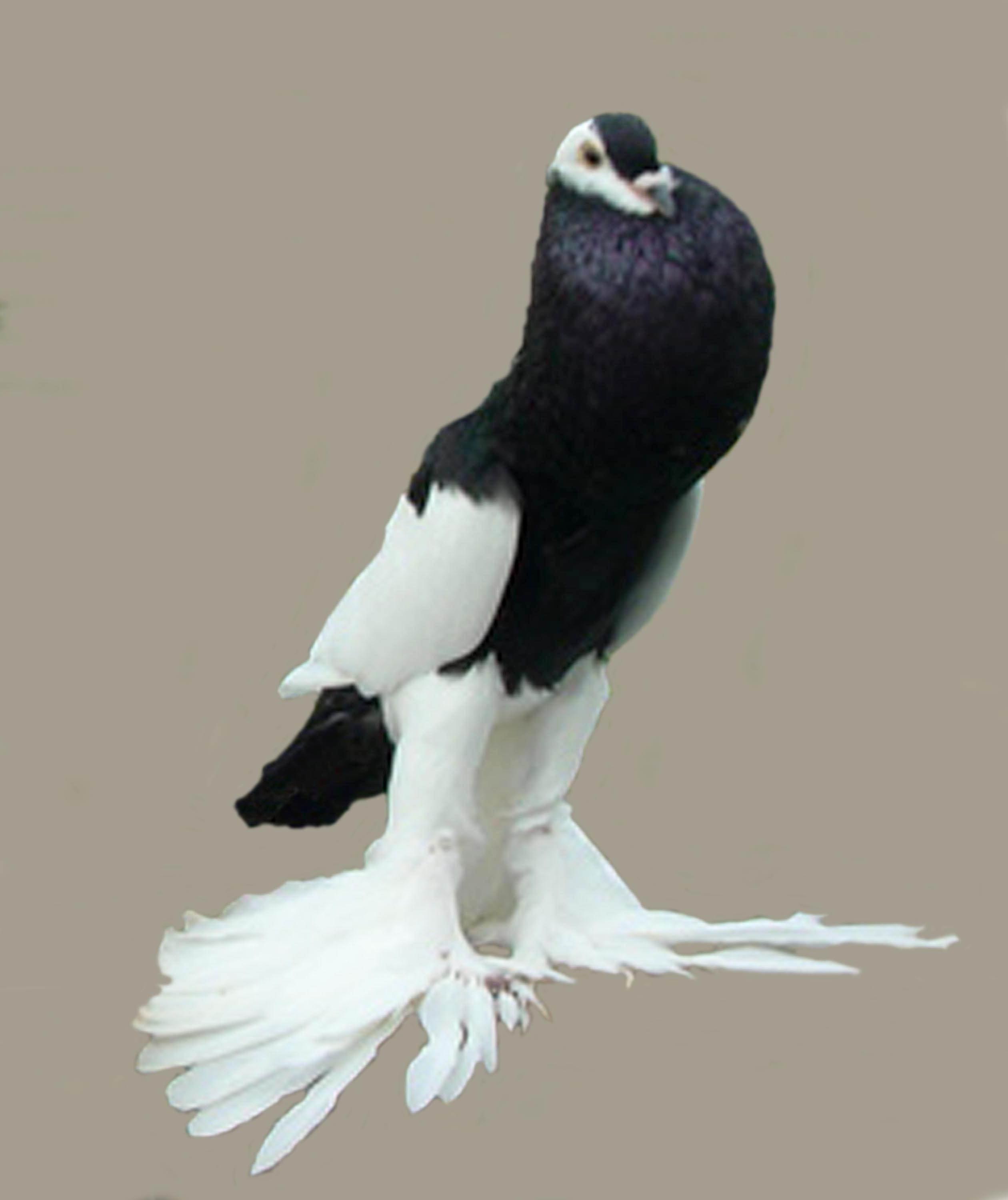
Boulant à ailes renversées haut sur pattes (D/304)
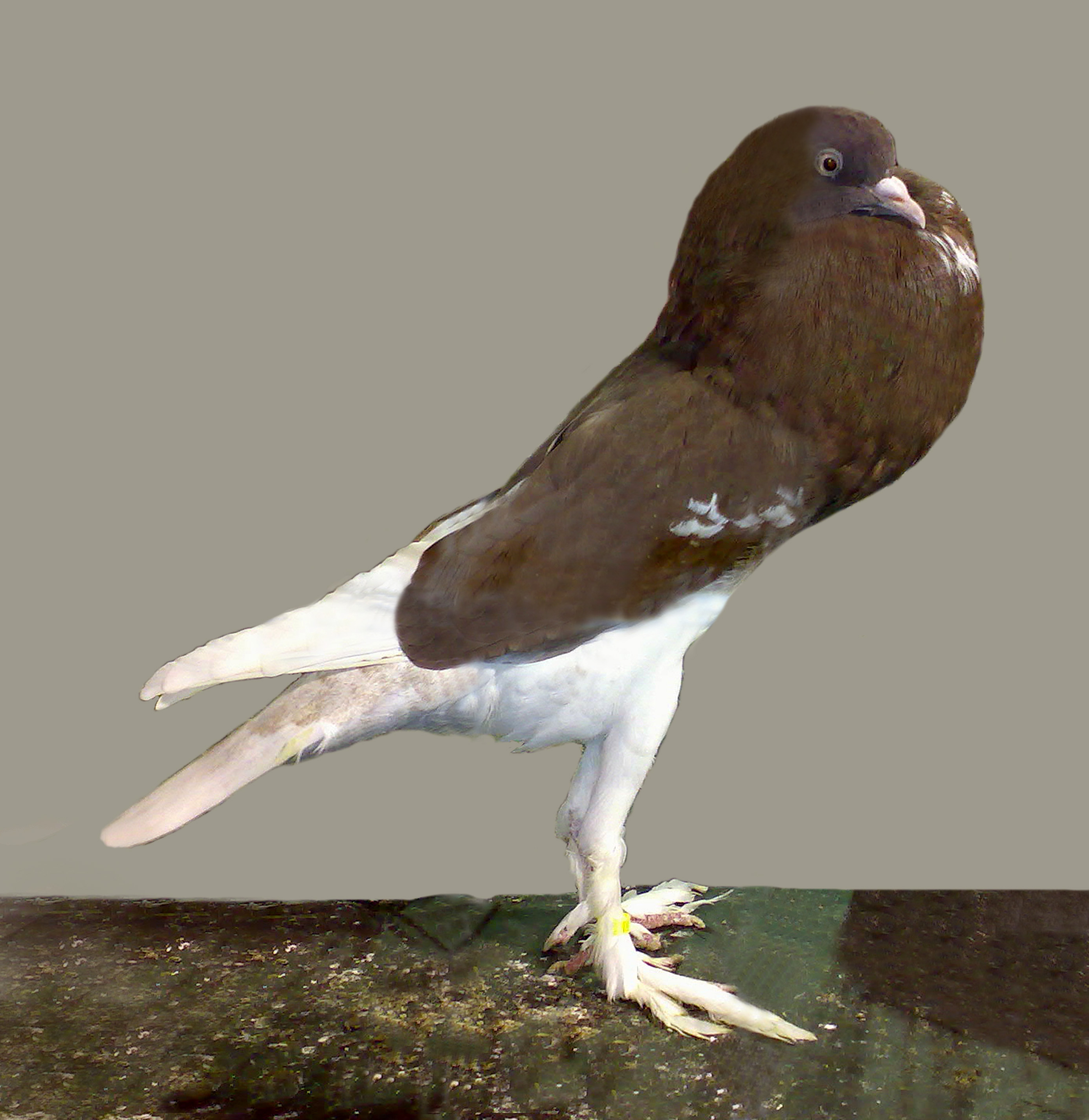
Grand boulant anglais haut sur pattes (GB/310)
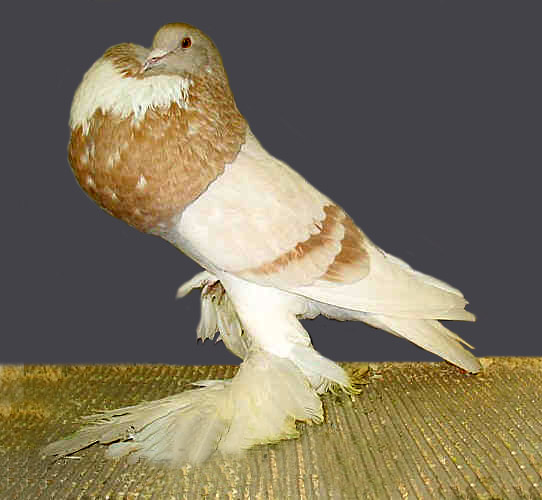
Boulant de Poméranie haut sur pattes (D/303)
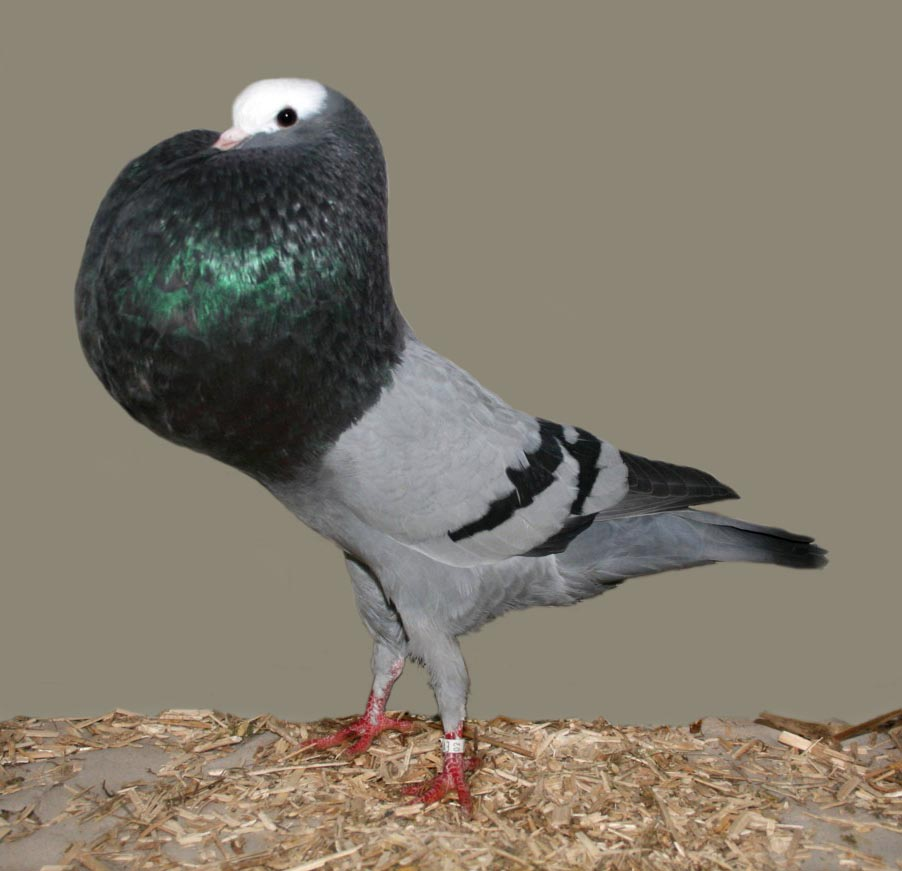
Boulant de Silésie moyen sur pattes (D/323)
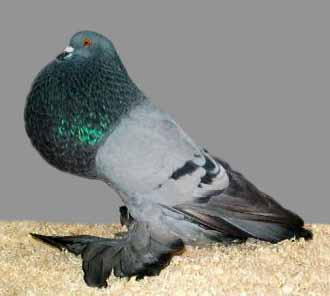
Boulant hollandais (NL/302)

### Boulants nains
Les boulants nains mesurent de 32 à 36 centimètres de longueur et ont une envergure les ailes ouvertes de 60 à 65 centimètres. On compte parmi eux le boulant de Brünn (CZ/330)  et le boulant nain anglais (GB/329). La plupart des auteurs ajoutent le boulant d'Amsterdam (NL/331), ainsi que le boulant lillois, le boulant voorburger et le boulant praguois. 

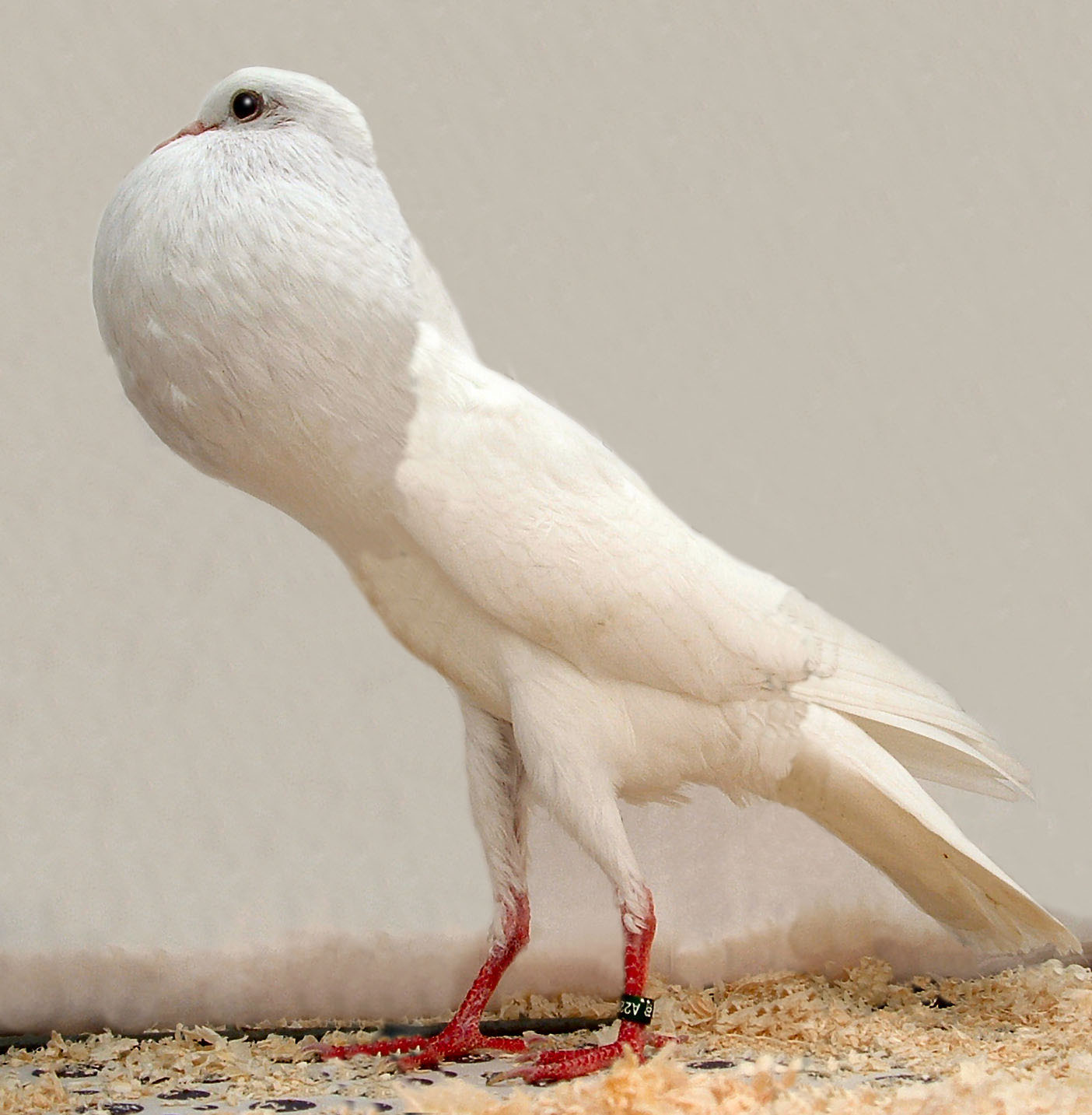
Boulant de Brünn (CZ/330)
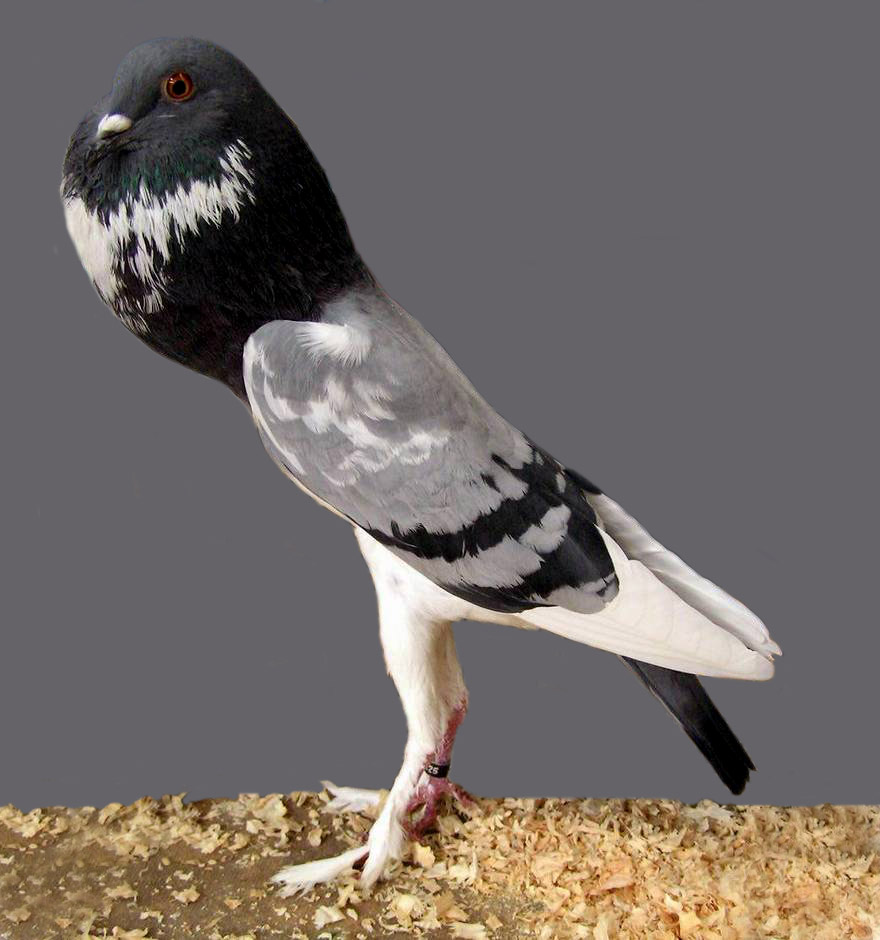
Boulant nain anglais (GB/329)
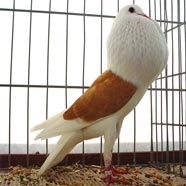
Boulant voorburger (NL/327)
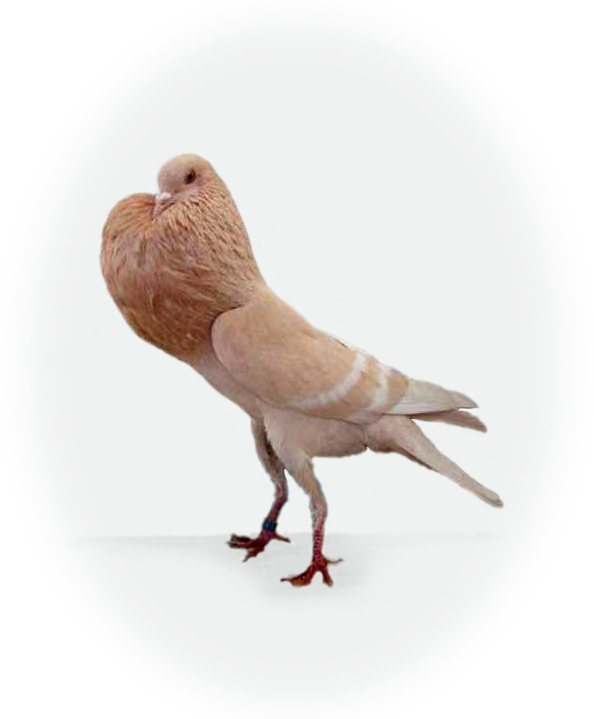
Boulant lillois (B/328)

### Boulants espagnols
Schütte divise les boulants espagnols en trois groupes: races à goitre suspendu, races gonflant normalement leur goitre et les demi-boulants qui gonflent à peine leur goitre. 

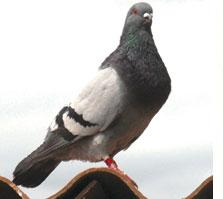
Boulant des Baléares, ou boulant de Majorque
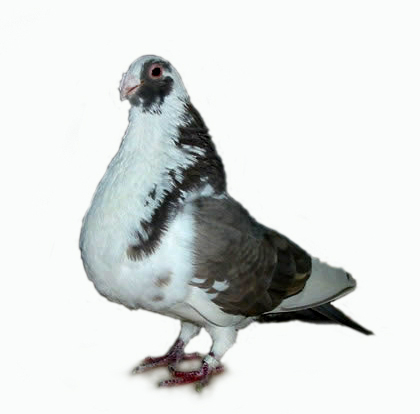
Boulant granadino (E/343)
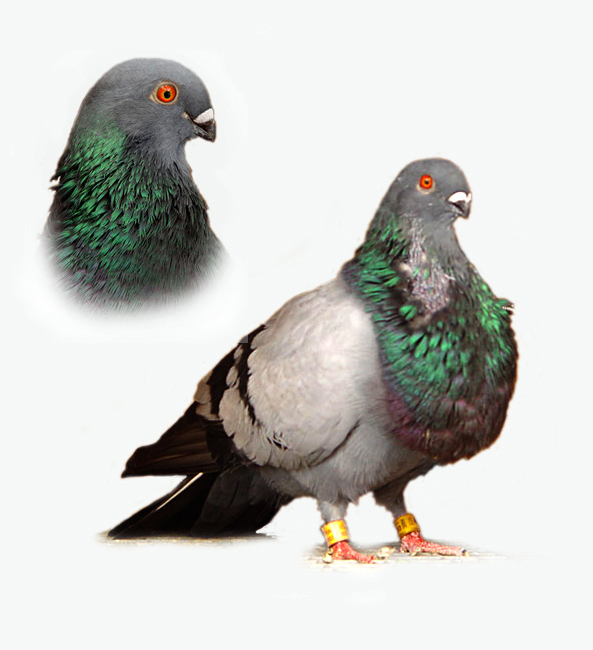
Boulant canario (E/344)
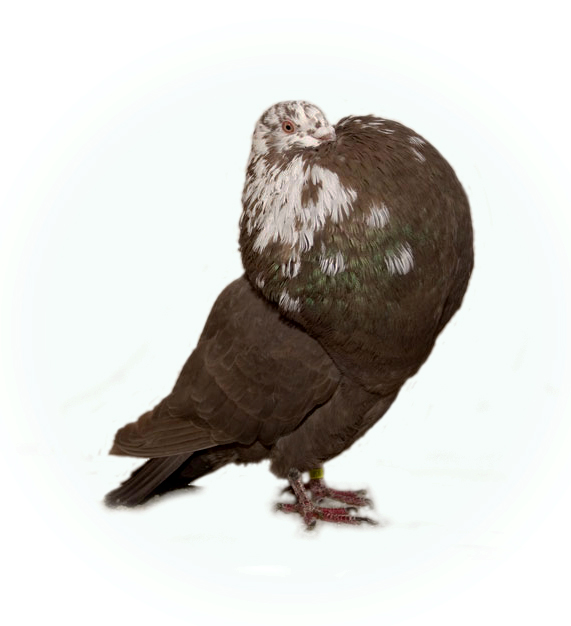
Boulant gaditano (E/337)
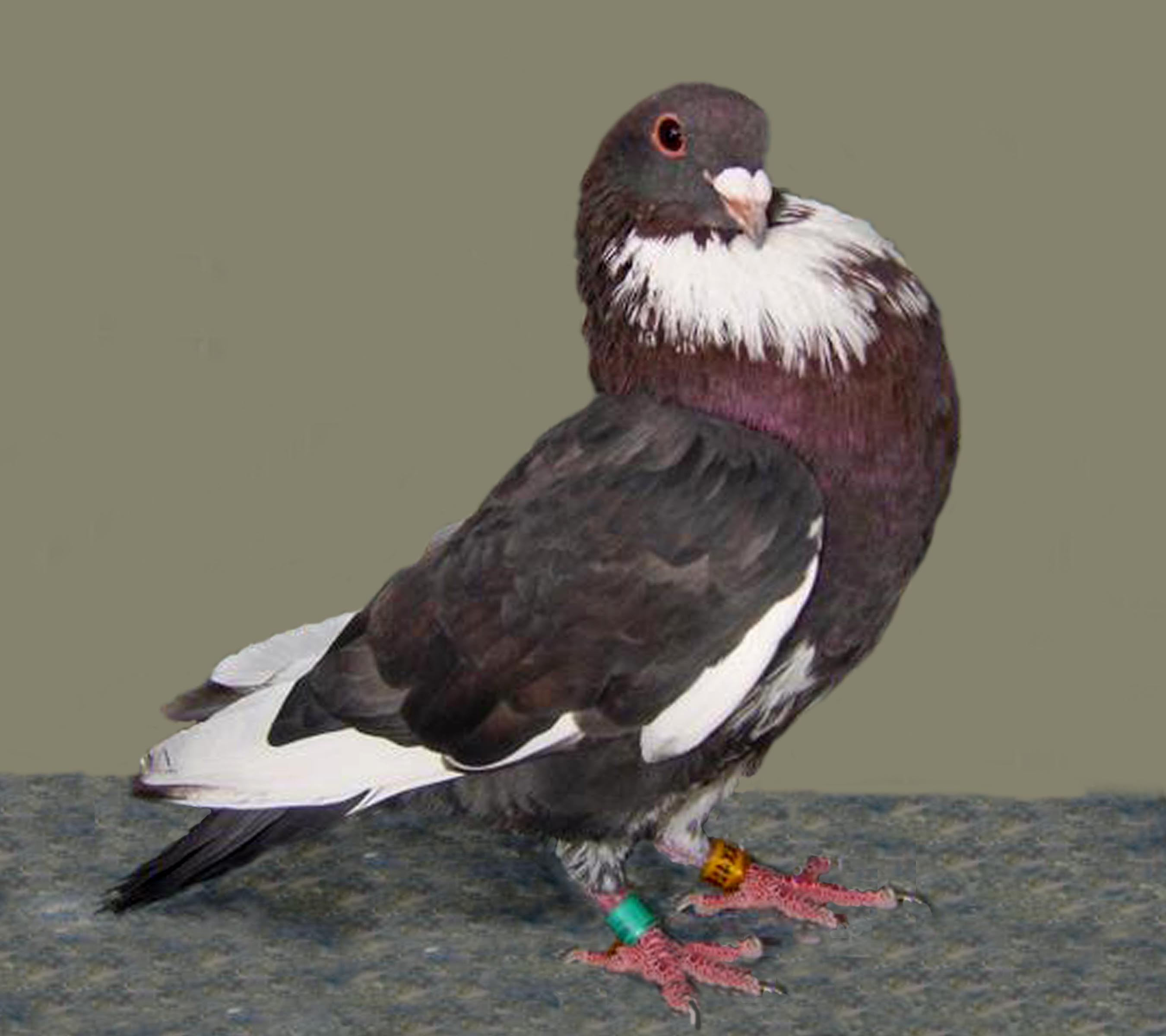
Boulant moroncelo (E/342)
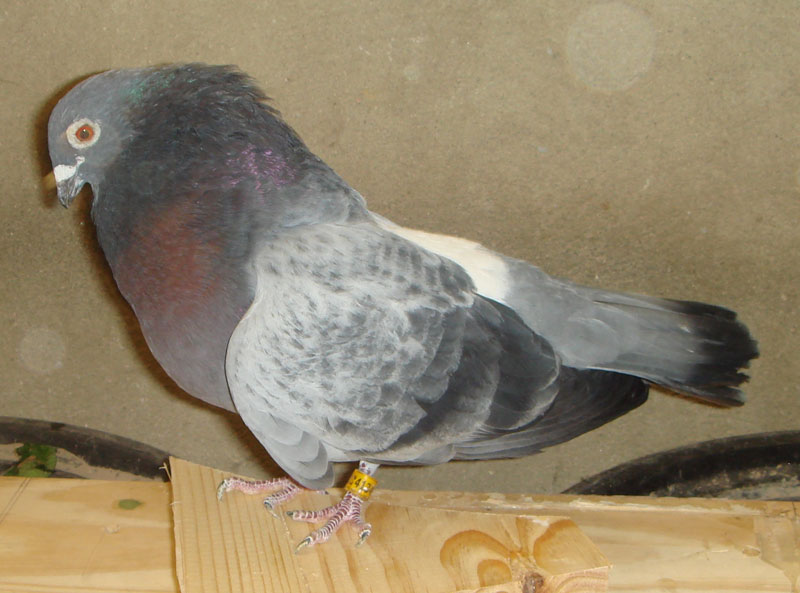
Boulant morrillero (E/341)